# アイゾット衝撃試験
アイゾット衝撃試験（アイゾットしょうげきしけん、Izod impact strength test）は、衝撃に対する強さ（靭性）を評価する衝撃試験の方法である。かつての技術者の名に由来して命名された。
試験値は試験される試料の巾（各規格に試験片の寸法が規定されている。）で破壊に要したエネルギーを割って求めるのでJ/mである。
合成樹脂の機械的性能の評価によく用いられている。
破壊に要するエネルギーは、振り子式の打撃ハンマーを用いて、ハンマーの持ち上げ角度と、試験後のハンマーの振り上がり角度から計算する。
同様の耐衝撃性の試験法には、吸収したエネルギーを試験片の元の断面積で割って求めるシャルピー衝撃試験という衝撃試験もある。